# Dadeldhura (huyện)
Dadeldhura (tiếng Nepal:डडेलधुरा) là một huyện thuộc khu Mahakali, vùng Viễn Tây Nepal, Nepal. Huyện này có diện tích 1538 km², dân số thời điểm năm 2001 là 126162 người.

## Dân số
Biến động dân số giai đoạn 1952-2001:
| Năm    | 1952  | 1961  | 1971   | 1981  | 1991   | 2001   |
| ------ | ----- | ----- | ------ | ----- | ------ | ------ |
| Dân số | 69619 | 82709 | 156072 | 86853 | 104647 | 126162 |